# 天主教纳扎雷教区
天主教納扎雷教區（拉丁語：Dioecesis Nazarensis in Brasilia），是巴西一個天主教教區，位於伯南布哥州東北部，教座位於納扎雷-達馬塔。屬奧林達暨累西腓總教區。
教區成立於1918年8月2日，2004年有教友768,261人，佔總人口85.0%。有廿九個堂區、司鐸四十六人。現任教區主教為塞韋里諾·巴蒂斯達·德弗蘭薩。